# Пионерское (Донецкая область)
Пионерское (укр. Піонерське) — бывшее село, которое входило в состав Мариупольского городского совета на основании постановления Верховной Рады Украины № 2321 от 20.05.2015 (до этого входило в состав Виноградненского сельского совета Волновахского района Донецкой области, а до 11 декабря 2014 года — в Новоазовский район).
Это популярный курорт, место отдыха взрослых и оздоровительная зона для детей (здесь расположено много баз отдыха). Каждые полчаса через село из Мариуполя ходит автобус № 67 в направлении Сопино.
Код КОАТУУ — 1423682202. Почтовый индекс — 87641. Телефонный код — 6296.
В 2015 году село присоединено к городу Мариуполь.

## Население
- 1919 — 60 чел.
- 1924 — 90 чел.
- 2001 — 501 чел. (перепись)

В 2001 году родным языком назвали:
- русский язык — 327 чел. (65,27 %)
- украинский язык — 174 чел. (34,73 %)

## История
- В 2014 году село переподчинено Волновахскому району[1].
- В 2015 году село присоединено к городу Мариуполь и снято с учета[2][3]